# Nhóm đảo Lihir

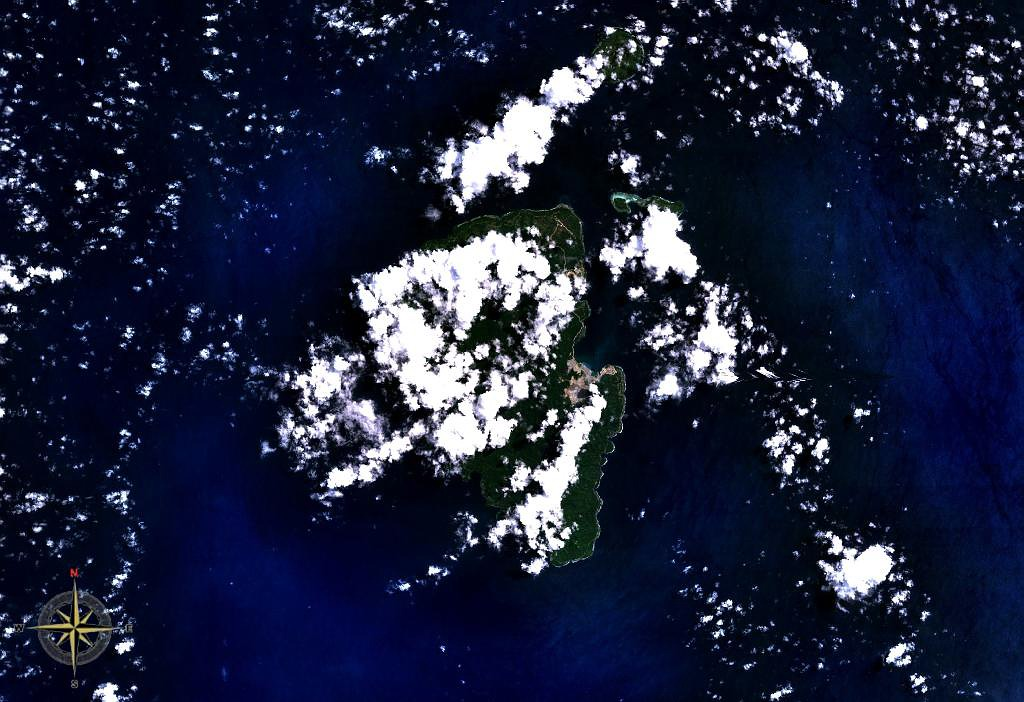
Ảnh vệ tinh nhóm đảo Lihir)

Lihir là một nhóm đảo thuộc Papua New Guinea, toạ lạc phía Bắc đảo New Ireland, tại tọa độ địa lý 3°00′00″N 152°35′00″Đ / 3°N 152,5833333°Đ. Nó là một phần của quần đảo Bismarck. Đảo Lihir là hòn đảo lớn nhất trong nhóm đảo này, tiếp theo lác các hòn đảo: Mali, Mahur, Masahet và Sanambiet.

## Liên kết
- Photos from Lihir Island
- Lihir Gold Mine Lưu trữ ngày 17 tháng 11 năm 2006 tại Wayback Machine